# فريدي هوبارد
فريدي هوبارد (بالإنجليزية: Freddie Hubbard)‏ (و. 1938 – 2008 م) هو بواق، وملحن، وعازف جاز أمريكي، ولد في إنديانابوليس، يستخدم آلات بوق، وفلوجل هورن، توفي في شيرمان أوكس، عن عمر يناهز 70 عاماً، بسبب نوبة قلبية.

## وصلات خارجية
- فريدي هوبارد على موقع IMDb (الإنجليزية)
- فريدي هوبارد على موقع ميوزك برينز (الإنجليزية)
- فريدي هوبارد على موقع إن إن دي بي (الإنجليزية)
- فريدي هوبارد على موقع أول ميوزيك (الإنجليزية)
- فريدي هوبارد على موقع ديسكوغز (الإنجليزية)
- فريدي هوبارد على موقع قاعدة بيانات الفيلم (الإنجليزية)

- فريدي هوبارد في قاعدة بيانات الأفلام على الإنترنت